# David Phillips (calciatore)
David Owen Phillips (Wegberg, 29 luglio 1963) è un allenatore di calcio ed ex calciatore gallese, di ruolo difensore.

## Biografia
Suo figlio Aaron è a sua volta stato un calciatore professionista.

## Palmarès

### Club

#### Competizioni nazionali
- Coppa d'Inghilterra: 1

Coventry City: 1986-1987